# Beau Bennett
Beau Daniel Bennett (* 27. November 1991 in Gardena, Kalifornien) ist ein ehemaliger US-amerikanischer Eishockeyspieler. Der Flügelstürmer bestritt zwischen 2013 und 2017 exakt 200 Partien für die Pittsburgh Penguins, New Jersey Devils und St. Louis Blues in der National Hockey League, bevor er seine Karriere verletzungsbedingt frühzeitig beenden musste. Die Penguins hatte ihn im NHL Entry Draft 2010 an 20. Position ausgewählt, wodurch er zum am höchsten gedrafteten Kalifornier in der Geschichte der NHL wurde.

## Karriere

### Jugend

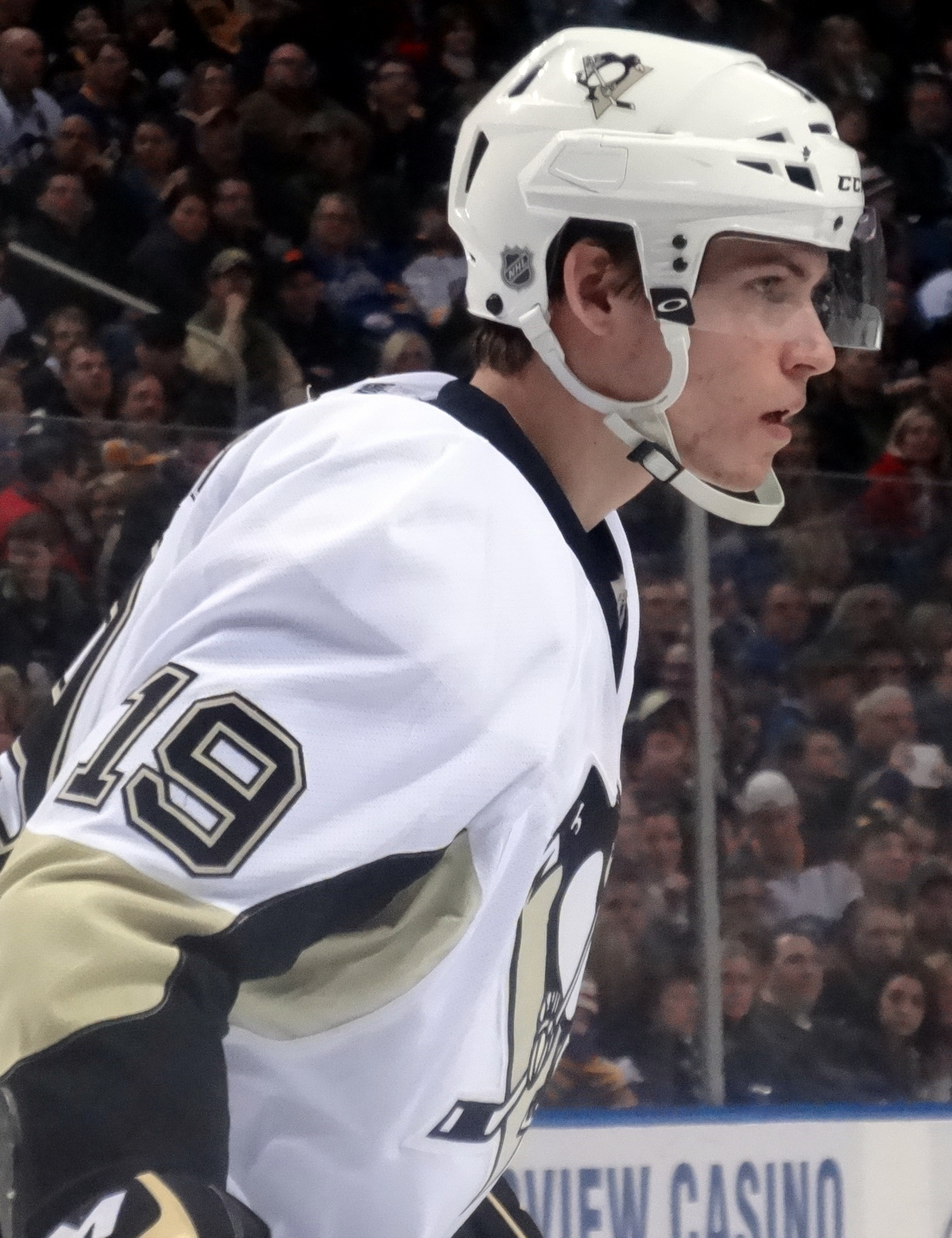
Bennett im Trikot der Penguins (2013)

Beau Bennett wuchs in Gardena im Bundesstaat Kalifornien auf und spielte seit dem vierten Lebensjahr das in dieser Region populäre Rollhockey. Mit dem Eishockeyspielen begann er im Alter von acht Jahren im nur wenige Kilometer entfernten Los Angeles. Dort spielte er schließlich bei den Los Angeles Junior Kings, einer Jugendorganisation des NHL-Franchises Los Angeles Kings, und besuchte zeitgleich die Valley Christian High School. Im Jahre 2009 wechselte Bennett nach Penticton zu den Pentincton Vees, wobei er auch Angebote von den Calgary Hitmen und den Tri-City Storm hatte. Dabei entschied er sich gegen das „Major-Junior“-Niveau, das die Stars und die Hitmen in der WHL bzw. USHL vertreten hätten, und für das eine Stufe darunterliegende „Junior-A“-Level, auf dem er fortan mit den Vees in der British Columbia Hockey League (BCHL) spielte.
Bereits in seinem ersten Jahr bei den Vees erreichte er mit 120 Scorer-Punkten in 56 Spielen Platz eins der Scorer-Statistik der gesamten BCHL. Da er direkt mit überzeugenden Leistungen in die Rookie-Saison startete, wurde er im November 2009 zur World Junior A Challenge berufen, um dort sein Heimatland zu vertreten. Dabei war er der erste Spieler in der Geschichte der Veranstaltung, der für die USA antrat und nicht in der heimischen USHL spielte. Die Vereinigten Staaten gewannen die Challenge, indem sie sich im Finale mit 2:1 gegen das Team Kanada West durchsetzten. Einen Monat später nahm Bennett am Prospects Event der Canadian Junior Hockey League, einer Veranstaltung für vielversprechende Talente des Dachverbands aller kanadischen Junior-A-Ligen, teil und wurde dort zum besten Stürmer gewählt. Nachdem er im Januar 2010 am BCHL All-Star Game teilnahm und man ihn zum Saisonende als Rookie of the Year der Interior Conference auszeichnete wurden seine Leistungen der gesamten Rookie-Saison mit dem 32. Platz auf dem Prospect Ranking zum NHL Entry Draft 2010 gewürdigt. Beim eigentlichen Draft wurde er dann von den Pittsburgh Penguins sogar an 20. Position ausgewählt – damit ist Bennett der am höchsten gedraftete Kalifornier in der NHL-Geschichte.
Bereits im Vorfeld des Entry Drafts 2010 stand fest, dass Bennett die Pentincton Vees verlassen und ab Herbst 2010 die University of Denver besuchen wird. Aus seiner Zeit bei den Vees stammt der Spitzname Beau Dangles (deutsch in etwa: Beau täuscht an, Beau fintiert; Wortspiel mit Bojangles’).

### College
An der University of Denver spielte Bennett für die Denver Pioneers in der Western Collegiate Hockey Association, einer Collegesport-Liga des Mittleren Westens. Als Freshman hatte er Schwierigkeiten, sich in der neuen Mannschaft bzw. der neuen Spielklasse zurechtzufinden – erst blieb er sechs Spiele ohne jeden Punkt, dann fiel er im Dezember aufgrund einer Knieverletzung für sechs Wochen aus. Zudem wurde der Flügelspieler in dieser Phase aufgrund seiner weniger ausgeprägten Physis und seines verhältnismäßig körperlosen Spiels, das mit seiner Rollhockey-Vergangenheit assoziiert wurde, kritisiert. Seine erste Spielzeit in Denver beendete er mit 25 Punkten aus 37 Spielen. In der Folgesaison verletzte sich Bennett bereits im Oktober während des Trainings schwer am Handgelenk, sodass er sich, nach einer kurzen Phase mit weiteren Einsätzen, im Dezember 2011 einer Operation unterzog. Demzufolge kam er als Sophomore insgesamt nur zehn Mal für die Pioneers zum Einsatz, wurde allerdings trotzdem in das All-WCHA Academic Team der Saison 2011/12 gewählt. Trotz der relativ geringen Zahl an Einsätzen unterschrieb Bennett im April 2012 einen auf drei Jahre befristeten Entry Level Contract bei den Pittsburgh Penguins.

### Pittsburgh Penguins
Bei den Pittsburgh Penguins nahm Bennett an der Vorbereitung zur Saison 2012/13 teil, wurde im Zuge dessen jedoch erwartungsgemäß an das Farmteam, die Wilkes-Barre/Scranton Penguins, in die AHL abgegeben. Nachdem er nach einem halben Jahr und 28 Punkten in 39 Spielen in der AHL im Februar 2013 erstmals in den NHL-Kader berufen worden war, absolvierte er am 15. Februar 2013 gegen die Winnipeg Jets sein Debüt in der National Hockey League. Zudem wurde er im Januar ins AHL All-Star Classic berufen.  Bennett behauptete indes seinen Platz im NHL-Aufgebot und erzielte so knapp eine Woche später gegen die Tampa Bay Lightning sein erstes NHL-Tor. In den verbliebenen Spielen der regulären Saison gelangen Bennett insgesamt drei Tore und elf Vorlagen. In den anschließenden Play-offs, in denen er insgesamt ein Tor erzielte, scheiterten die Penguins erst im Conference-Finale an den Boston Bruins.
In der Folgesaison ist Bennett fester Bestandteil des NHL Kaders, stieß jedoch aufgrund einer Leistenverletzung erst im November zum Team. Nach nur fünf absolvierten Einsätzen verletzte sich der Flügelspieler im November 2013 erneut an der Hand, wobei erneut eine Operation nötig war und er nun voraussichtlich acht bis zehn Wochen ausfällt. Bennett ließ verlauten, dass die Handgelenksverletzung, die zu College-Zeiten schon einmal operiert wurde, auch im Laufe des Jahres 2012 immer wieder Probleme bereitete. Auch die beiden folgenden Saisons waren von häufigen Verletzungen und somit unregelmäßigen Einsätzen geprägt, sodass er am Gewinn des Stanley Cups 2016 nicht ausreichend Anteil hatte, um auf der Trophäe verewigt zu werden.

### New Jersey, St. Louis, Minsk und Arizona
Im Juni 2016 wurde Bennett an die New Jersey Devils abgegeben, die im Gegenzug ein Drittrunden-Wahlrecht für den NHL Entry Draft 2016 nach Pittsburgh schickten. Im Verlauf der Saison 2016/17 absolvierte der Angreifer seine bis dato beste NHL-Saison mit 19 Scorerpunkten in 65 Einsätzen. Nach Auslaufen seines Vertrags verließ er jedoch die Devils und schloss sich im Juli 2017 als Free Agent den St. Louis Blues an. Dort wurde der Angreifer im Rahmen der Saisonvorbereitung in die AHL geschickt, wo er für die Chicago Wolves auflief.
Nach der Spielzeit 2017/18 entschloss sich Bennett zu einem Wechsel nach Europa und unterzeichnete einen Vertrag beim HK Dinamo Minsk aus der Kontinentalen Hockey-Liga (KHL). Nach nur fünf Spielen für Minsk wurde er dort entlassen, da er sich nicht an die Spielweise in der KHL gewöhnen konnte, und kehrte nach Nordamerika zurück. Schließlich gelang ihm die Rückkehr in die NHL, indem er im Juli 2019 als Free Agent einen Einjahresvertrag bei den Arizona Coyotes unterzeichnete. Diese setzten ihn ausschließlich in der AHL bei den Tucson Roadrunners ein und verlängerten seinen im Herbst 2020 auslaufenden Vertrag nicht. In der Folge verkündete Bennett im Juni 2021 das Ende seiner aktiven Karriere, in der er insgesamt 200 NHL-Partien absolviert und dabei 64 Scorerpunkte verzeichnet hatte.

## Erfolge und Auszeichnungen
| - 2009 Top Forward des CJHL Prospects Game - 2010 Teilnahme am BCHL All-Star Game - 2010 BCHL Rookie of the Year (Interior Conference) | - 2012 WCHA All-Academic Team - 2013 Teilnahme am AHL All-Star Classic |

### International
- 2009 Goldmedaille bei der World Junior A Challenge

## Karrierestatistik

### International
Vertrat die USA bei:
- World Junior A Challenge 2009

(Legende zur Spielerstatistik: Sp oder GP = absolvierte Spiele; T oder G = erzielte Tore; V oder A = erzielte Assists; Pkt oder Pts = erzielte Scorerpunkte; SM oder PIM = erhaltene Strafminuten; +/− = Plus/Minus-Bilanz; PP = erzielte Überzahltore; SH = erzielte Unterzahltore; GW = erzielte Siegtore; 1 Play-downs/Relegation; Kursiv: Statistik nicht vollständig)

## Persönliches
Beau Bennett hat drei Geschwister. Sein ältester Bruder Wade besuchte ebenfalls die University of Denver und spielte für die Pioneers. Beau sagt selbst, dass er im Kindesalter erst durch Wades Einfluss zum Rollhockey und darüber schließlich zum Eishockey gekommen sei.